# Румунија на Светском првенству у атлетици на отвореном 2023.
Румунија је  учествовала на 19. Светском првенству у атлетици на отвореном 2023. одржаном у Будимпешти од 19. до 27. августа деветнаести пут, односно, учествовала је на свим првенствима до данас. Репрезентацију Румуније представљало је 16 такмичара (7 мушкараца и 9 жена) који су такмичили у 14 дисциплина (6 мушке и 8 женских). , 
На овом првенству Румунијљ је по броју освојених медаља делила 39. место са 1 освојеном медаљом (бронза).. У табели успешности према броју и пласману такмичара који су учествовали у финалним такмичењима (првих 8 такмичара) Румунија је са 2 учесника у финалу делила 44. место са 8 бодова. 
| Плас. | Земља    | 1. место | 2. место | 3. место | 4. место | 5. место | 6. место | 7. место | 8. место | Бр. финал. | Бод. |
| ----- | -------- | -------- | -------- | -------- | -------- | -------- | -------- | -------- | -------- | ---------- | ---- |
| =44.  | Румунија | 0        | 0        | 1        | 0        | 0        | 0        | 1        | 0        | 2          | 8    |

## Учесници
| Мушкарци: - Nicolae Alexandru Soare — Маратон - Ilie Alexandru Corneschi — Маратон - Нарцис Стефан Михаил — Ходање 35 км - Габријел Битан — Скок удаљ - Андреј Рареш Тоадер — Бацање кугле - Алин Александру Фирфирика — Бацање диска - Александру Михаица Нова — Бацање копља | Жене: - Андреа Миклош — 400 м - Клаудија Михаела Бобоча — 800 м, 1.500 м - Михаела Акатрина — Ходање 35 км - Ана Вероника Родеан — Ходање 35 км - Данијела Станчу — Скок увис - Алина Ротару-Котман — Скок удаљ - Елена Андреа Пантуроју — Троскок - Диана Ана Марија Јон — Троскок - Бјанка Перије-Гелбер — Бацање кладива |

## Освајачи медаља (1)

### Бронза (1)
- Алина Ротару-Котман — Скок удаљ

## Резултати

### Мушкарци
| Атлетичар                 | Дисциплина   | Лични рекорд | Квалификације      | Квалификације      | Полуфинале            | Полуфинале           | Финале               | Финале       | Детаљи |
| Атлетичар                 | Дисциплина   | Лични рекорд | Резултат           | Место              | Резултат              | Место                | Резултат             | Место        | Детаљи |
| ------------------------- | ------------ | ------------ | ------------------ | ------------------ | --------------------- | -------------------- | -------------------- | ------------ | ------ |
| Nicolae Alexandru Soare   | Маратон      | 2:13:29      |                    |                    |                       |                      | 2:25:14              | 56 / 60 (85) |        |
| Ilie Alexandru Corneschi  | Маратон      | 2:13:39      | Нису завршили трку | Нису завршили трку |                       |                      |                      |              |        |
| Нарцис Стефан Михаил      | 35 км ходање | 2:37:23 НР   | Нису завршили трку | Нису завршили трку |                       |                      |                      |              |        |
| Габријел Битан            | Скок удаљ    | 8,14         | 7,32               | 9. у гр. А         |                       |                      | Није се квалификовао | 36 / 37 (39) |        |
| Андреј Рареш Тоадер       | Бацање кугле | 21,29 НР     | Без исправног хица | Без исправног хица | Није се квалификовао  | Није се квалификовао |                      |              |        |
| Алин Александру Фирфирика | Бацање диска | 67,32        | 61,03              | 16. у гр А         | Нису се квалификовали | 29 / 35              |                      |              |        |
| Александру Михаица Новак  | Бацање копља | 86,37 НР     | 75,75              | 14. у гр Б         | Нису се квалификовали | 25 / 34 (37)         |                      |              |        |

### Жене
| Атлетичарка             | Дисциплина     | Лични рекорд | Квалификације  | Квалификације | Полуфинале            | Полуфинале            | Финале                                 | Финале             | Детаљи |
| Атлетичарка             | Дисциплина     | Лични рекорд | Резултат       | Место         | Резултат              | Место                 | Резултат                               | Место              | Детаљи |
| ----------------------- | -------------- | ------------ | -------------- | ------------- | --------------------- | --------------------- | -------------------------------------- | ------------------ | ------ |
| Андреа Миклош           | 400 м          | 50,67        | 51,24(.232) КВ | 2. у гр. 5    | 50,77                 | 5. у гр. 3            | Није се квалификовала                  | 10 / 48            |        |
| Клаудија Михаела Бобоча | 800 м          | 2:01,19      | 2:00,54 ЛР     | 4. у гр. 4    | Није се квалификовала | Није се квалификовала | Није се квалификовала                  | 26 / 56            |        |
| Клаудија Михаела Бобоча | 1.500 м        | 4:01,10      | 4:11,08 =ЛР    | 9. у гр. 1    | Није се квалификовала | Није се квалификовала | Није се квалификовала                  | 31 / 55 (56)       |        |
| Михаела Акатрина        | 35 км ходање   | 3:08:36      |                |               |                       |                       | Нису завршиле трку                     | Нису завршиле трку |        |
| Ана Вероника Родеан     | 35 км ходање   | 2:59:18 НР   |                |               |                       |                       | Нису завршиле трку                     | Нису завршиле трку |        |
| Данијела Станчу         | Скок увис      | 1,96         | 1,85           | 11. у гр. Б   |                       |                       | Није се квалификовала                  | 20 / 34 (35)       |        |
| Алина Ротару-Котман     | Скок удаљ      | 6,96         | 6,69 КВ        | 5. у гр. Б    | 6,88                  |                       | Архивирано на веб-сајту (26. мај 2024) |                    |        |
| Елена Андреа Пантуроју  | Троскок        | 14,47        | 14,06 =ЛРС     | 9. у гр. А    | Нису се квалификовале | 15 / 36               |                                        |                    |        |
| Диана Ана Марија Јон    | Троскок        | 14,16        | 13,66          | 10. у гр. Б   | Нису се квалификовале | 22 / 36               |                                        |                    |        |
| Бјанка Перије-Гелбер    | Бацање кладива | 74,18        | 73,67 КВ       | 2. у гр Б     | 73,70                 | 7 / 35 (36)           |                                        |                    |        |